# James Yen
James Yen (ur. 26 października 1890 w Bazhong, zm. 17 stycznia 1990 w Nowym Jorku) – chiński nauczyciel, reformator i działacz na rzecz rozwoju wsi.
Uczęszczał do szkoły prowadzonej przez członków China Inland Mission i w wieku 12 lat przeszedł na chrześcijaństwo. Ukończył studia na Uniwersytecie Yale (1918). Podczas I wojny światowej pracował wśród diaspory chińskiej we Francji, został także członkiem YMCA. Do kraju powrócił na początku lat 20. Zaangażował się w walkę z analfabetyzmem i promocję oświaty, higieny oraz opieki zdrowotnej w regionach wiejskich, kierował Ruchem Edukacji Masowej. W celu ułatwienia nauki czytania opracował system wymagający znajomości jedynie 1000 znaków pisma chińskiego.
Yen doprowadził do powstania w Dingxian w prowincji Hebei eksperymentalnej osady chłopskiej, w której wdrażał program edukacji wieśniaków, obejmujący, oprócz nauki pisania i czytania, zaznajamianie z nowoczesnymi technikami uprawy roli. Dzięki pomocy z zagranicy i wsparciu Czang Kaj-szeka w 1929 program ów był realizowany w przeszło 60 wsiach. W latach 1931–1933 Yen wchodził w skład Narodowej Rady Gospodarczej, następnie stał na czele Rady Chin Północnych na Rzecz Odbudowy Wsi, był również prezydentem Instytutu Społecznej i Politycznej Odbudowy Prowincji Hebei. Przedsięwzięcie to zostało zniszczone po japońskiej agresji na Chiny w 1937 roku, a sam Yen część wojny spędził w USA.
Po powstaniu w 1949 ChRL opuścił Chiny i wyjechał na Filipiny, gdzie kontynuował swoją pracę, zakładając w 1952 Filipiński Ruch Przebudowy Wsi i tworząc Międzynarodowy Instytut Przebudowy Wsi w 1960. W latach 80. na zaproszenie władz dwukrotnie odwiedził ojczyznę.